# 閑蔵駅
閑蔵駅（かんぞうえき）は、静岡県静岡市葵区井川字閑蔵にある大井川鐵道井川線の駅。静岡市最西端の駅である。

## 歴史
- 1959年（昭和34年）8月1日：開業。
- 2014年（平成26年）9月2日：当駅の約600m南側で崩土が発生。当駅を含む接岨峡温泉 - 井川間が運休。
- 2017年（平成29年）3月11日：接岨峡温泉 - 井川間が復旧[1]。
- 2018年（平成30年）5月8日：当駅 - 井川間で崩土により不通。不通の間は当駅で折り返しとなる[2][3]。
- 2019年（平成31年）3月9日：当駅 ‐ 井川間復旧[4]。
- 2022年（令和4年）
  - 5月21日：当駅 ‐ 井川間で落石により不通[5]。
  - 8月5日：当駅 ‐ 井川間復旧[5]。

## 駅構造
相対式2面2線のホームを持つ地上駅、交換可能駅である。駅舎はなく、井川側に待合室がある。

## 駅周辺
山間の地であり、建物は少ない。駅付近には閑蔵、新接阻大橋の先に海久保の合わせて2集落があるものの民家の総数は20軒程度と少ない。
- 大井川
- 井川村立井川小学校閑蔵分校跡
- 大井神社

## バス路線
駅出口先の広場に閑蔵線バスの閑蔵駅前バス停留所がある。閑蔵線バスは井川線列車を補完している。
- 大鉄アドバンス（大井川鐵道のブランドで展開）
  - 閑蔵線バス（千頭 - 奥泉 - 接阻峡温泉 - 閑蔵） 千頭駅前行き

## その他の特徴
- 当駅はもともと閉塞区間を短くするために設けられた経緯があり[6]、近隣に民家がほとんどないため、「秘境駅」と呼ばれることもある。定期乗降客はほとんどいない。しかし、大鉄バス閑蔵線の開設により、千頭‐閑蔵間の短絡を望む観光客の利用が増加している。
- 尾盛駅と当駅の間に「関の沢橋梁」がある。川底からの高さは70.8m。鉄橋上では、列車は観光のため徐行運転を行う。
- かつて、朝9時51分に到着する一日の最初の列車の車掌が新聞配達を委託されており、付近の住民のための新聞が載せられ、駅の小屋に新聞を置いていた[6]。
- 2015年にトランジットガールズの楽曲「だって雨 じゃない?」のMVの収録が駅構内で行われた。なお、2014年の土砂崩れのために当時は路線が運休していた。

## 隣の駅
大井川鐵道
■井川線
尾盛駅 - 閑蔵駅 - 井川駅